# Las Musas (metropolitana di Madrid)
Las Musas è una stazione della linea 7 della metropolitana di Madrid, situata tra sotto all'incrocio tra Avenida de Niza e Calle María Sevilla Diago.

## Storia
La stazione è stata inaugurata nel 1974 ed è stato il primo dei due capolinea della linea (assieme a Pueblo Nuevo. La stazione è stata capolinea della linea 7 sino al 2007, ovvero quando venne inaugurata la MetroEste.
Nel 2008 la stazione venne ristrutturata togliendo il finto soffitto e il marmo dalle pareti per installare vitrex di colore blu.

## Accessi
Vestibolo Las Musas
- Av. Niza, dispari Avda. de Niza, s/n (angolo con Travesía de Ronda)
- Av. Niza, pares Avda. de Niza, s/n (angolo Travesía de Ronda)